# ダイカスト技能士
ダイカスト技能士（ダイカストぎのうし）とは、国家資格である技能検定制度の一種で、都道府県職業能力開発協会（問題作成等は中央職業能力開発協会）が実施するダイカストに関する学科及び実技試験に合格した者をいう。

## 概要
ダイカスト作業に必要な技能を認定する国家資格(名称独占資格)である。技能検定試験においては「ホットチャンバダイカスト作業」、「コールドチャンバダイカスト作業」に区分される。等級には、特級および1級〜2級まであり、特級は管理者または監督者が通常有すべき技能の程度、1級～2級はそれぞれ上級技能者、中級技能者が通常有すべき技能の程度と位置づけられている。
なお職業能力開発促進法により、ダイカスト技能士資格を持っていないものがダイカスト技能士と称することは禁じられている。また、ダイカスト技能士は、職業訓練指導員 (鋳造科)の実技試験免除資格になっている。

## 実技作業試験内容

### ダイカスト(ホットチャンバダイカスト作業)
1級
作業試験：ホットチャンバダイカストマシンによる鋳造条件を見いだすための準備作業を行い、準備作業完了後ダイカストマシンを操作して製品を鋳造する。作業終了後、良品および不良品の選別を行うとともに、鋳造作業標準書および鋳造生産報告書を作成する。なお、準備作業には、金型およびプランジャの取付けを含むものとし、製品鋳造後金型およびプランジャの取外しを行う。試験時間＝3時間
ペーパーテスト：鋳造方案、鋳造作業、故障対策、金型の補修等について行う。試験時間＝2時間
2級
作業試験：ホットチャンバダイカストマシンおよび作業標準書による鋳造条件の選定のための準備作業を行い、準備作業完了後ダイカストマシンを操作して製品を鋳造する。作業完了後、良品、不良品の選別を行うとともに、鋳造作業報告書および鋳造生産報告書を作成する。なお、準備作業にはプランジャの取付けを含むものとし、製品鋳造後プランジャの取外しを行う。試験時間＝2時間15分
ペーパーテスト：鋳造方案、鋳造作業、故障対策、金型の補修等について行う。試験時間＝2時間

### ダイカスト(コールドチャンバダイカスト作業)
1級
作業試験：コールドチャンバダイカストマシンによる鋳造条件を見いだすための準備作業を行い、準備作業完了後ダイカストマシンを操作して製品を鋳造する。作業終了後、良品、不良品の選別を行うとともに鋳造作業標準書および鋳造生産報告書を作成する。なお、準備作業には、金型の取付けを含めるものとし、製品鋳造後金型の取外しも行う。試験時間＝2時間40分
ペーパーテスト：鋳造方案、鋳造作業、故障対策、金型の補修等について行う。試験時間＝2時間
2級
作業試験：コールドチャンバダイカストマシンおよび作業標準書による鋳造条件の設定のための準備作業を行い、準備作業完了後ダイカストマシンを操作して製品を鋳造する。なお、作業終了後、良品、不良品の選別を行うとともに鋳造作業報告書および鋳造生産報告書を作成する。試験時間＝2時間15分
ペーパーテスト：鋳造方案、鋳造作業、故障対策、金型の補修等について行う。試験時間＝2時間